# انعقاد شیمیایی
انعقاد شیمیایی(به انگلیسی: Chemical ligation) مجموعه تکنیک‌هایی است که برای ایجاد زنجیره‌های پپتیدی طولانی یا پروتئینی استفاده می‌شود. این فرایند مرحله دوم یک راهبرد سنتز همگرا است. ابتدا پپتیدهای کوچکتر حاوی ۳۰-۵۰ آمینو اسید با روش‌های شیمیایی معمول سنتز می‌شوند. سپس، این پپتیدها کاملاً حافظت‌زدایی می‌شوند. انعقاد شیمیایی تکنیک اتصال این پپتیدها با استفاده از واکنش شیمیایی انتخابی برای به وجود آمدن یک محصول منحصر به فرد است. این فرایند معمولاً در محلول آبی صورت می‌گیرد. با چندین مرحله اتصال می‌توان پروتئین‌های با ۲۰۰ تا ۳۰۰ آمینو اسید تولید کرد.